# Wolfgang Kössner

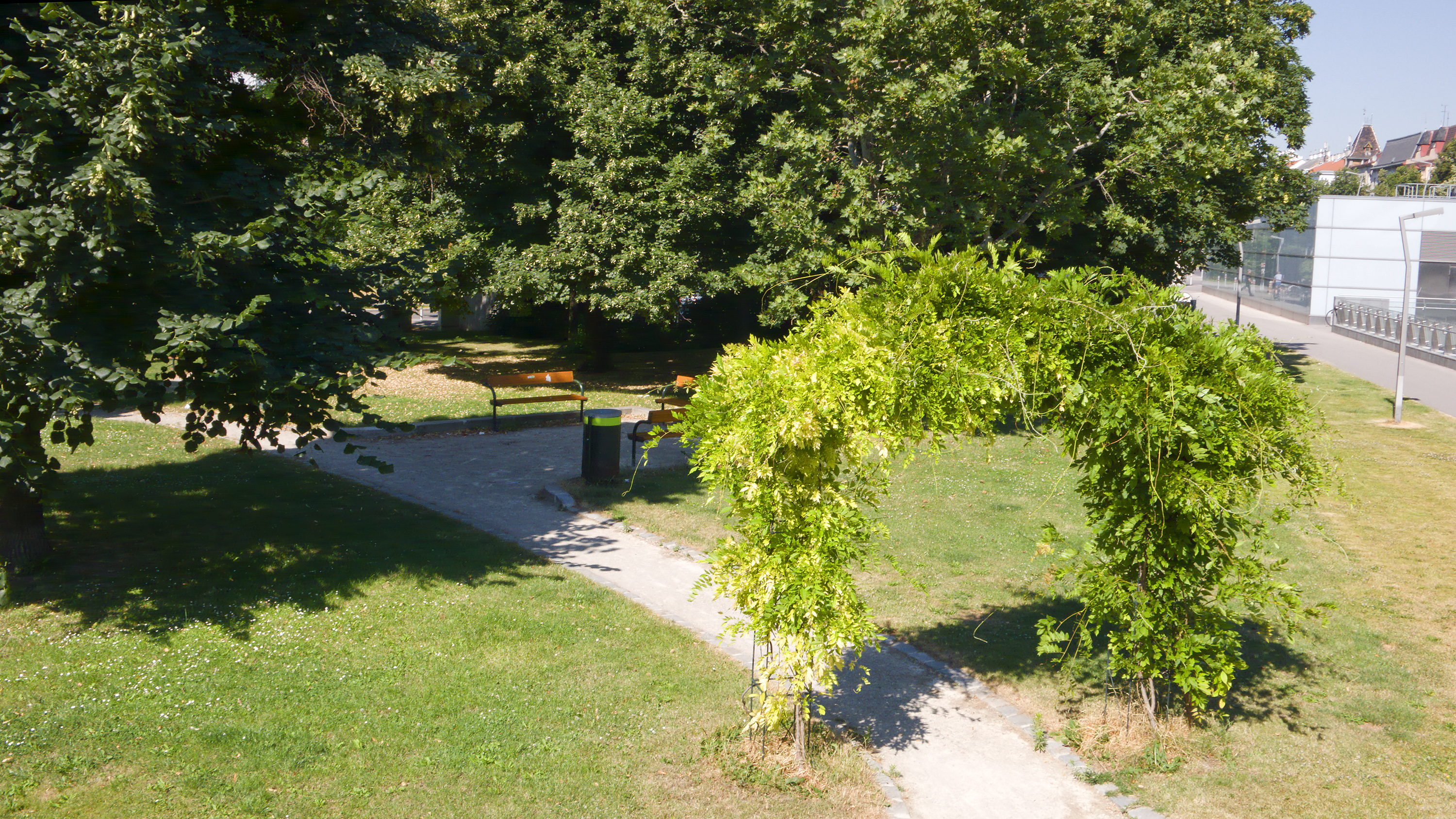
Wolfgang-Kössner-Park

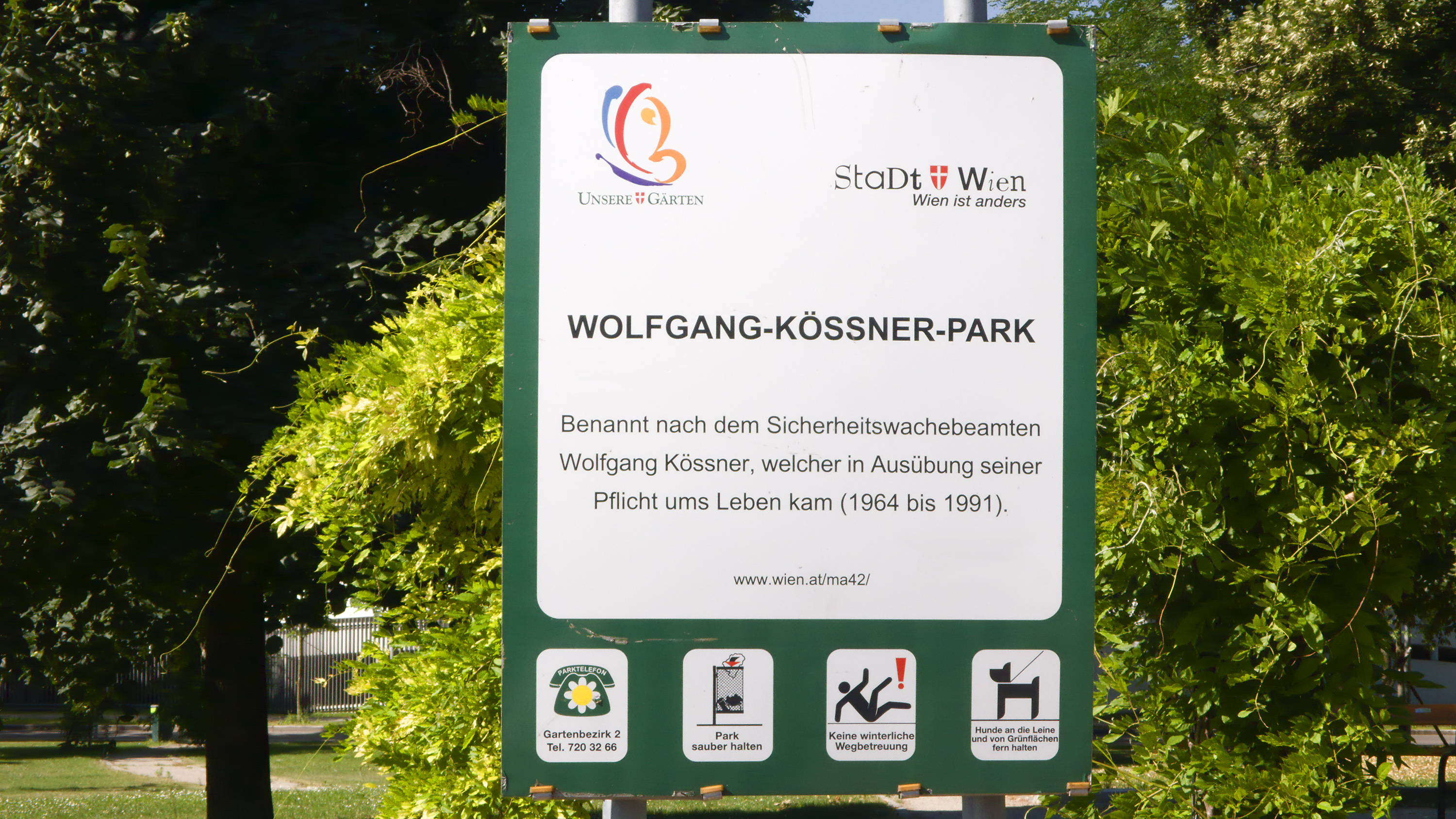
Gedenktafel im Park

Wolfgang Kössner (* 9. November 1964 in Waidhofen an der Thaya; † 22. Mai 1991 in Wien) war ein österreichischer Polizeibeamter im Dienstrang eines Revierinspektors, der im Dienst gewaltsam ums Leben kam.

## Leben
Am 22. Mai 1991 ersuchte der Vater des 20-jährigen Andreas A. um Polizeiintervention, da er von diesem mit einem Messer bedroht wurde. Beim Eintreffen der Beamten bedrohte Andreas A. sie ebenfalls mit dem Messer. Als die Beamten versuchten, ihn zu entwaffnen, versetzte er Revierinspektor Kössner einen Stich in die Brust, der das Herz verletzte und an dessen Folgen der Beamte noch am gleichen Tag im Lorenz Böhler Krankenhaus starb.
Der Täter wurde von einem anderen Beamten angeschossen und festgenommen. Er wurde für unzurechnungsfähig erklärt und in eine Anstalt für geistig abnorme Rechtsbrecher eingewiesen, aus der er nach weniger als vier Jahren wieder entlassen wurde. Nach einer Gefährlichen Drohung 2017 wurde der Mann in einer auf psychisch Kranke spezialisierten Wohngemeinschaf aufgenommen.

## Ehrungen

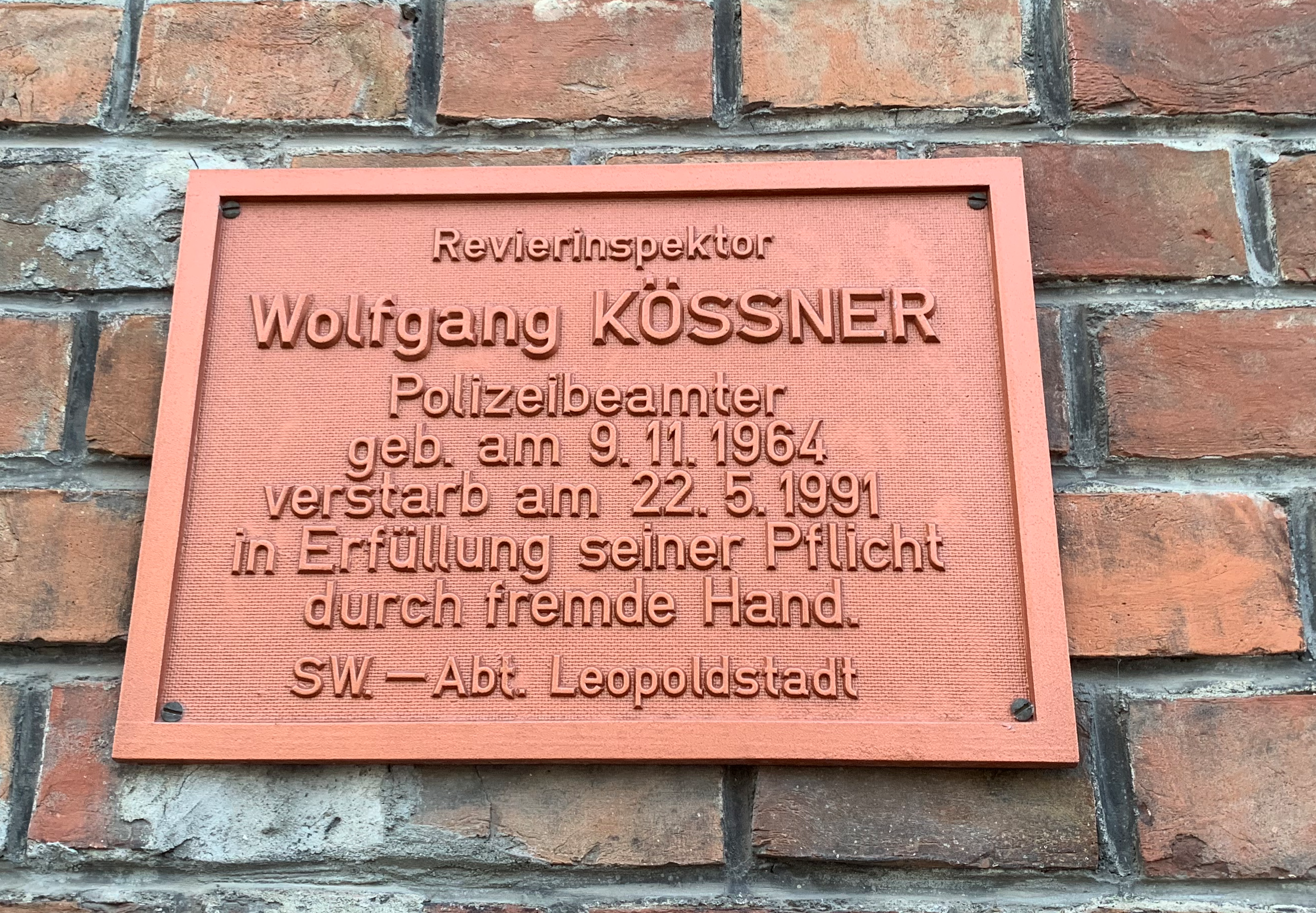
Gedenktafel an der Außenwand der Polizeiinspektion Ausstellungsstraße

Der Wolfgang-Kössner-Park im 2. Wiener Gemeindebezirk Leopoldstadt wurde 1999 nach ihm benannt.
Im Wachzimmer Ausstellungsstraße wurde eine Gedenktafel für den Polizisten angebracht.